# Liste der Monuments historiques in Wihr-au-Val
Die Liste der Monuments historiques in Wihr-au-Val führt die Monuments historiques in der französischen Gemeinde Wihr-au-Val auf.

## Liste der Bauwerke
| Bezeichnung | Beschreibung                                            | Standort                     | Kennzeichnung | Schutzstatus | Datum | Bild           |
| ----------- | ------------------------------------------------------- | ---------------------------- | ------------- | ------------ | ----- | -------------- |
| Karner      | Beinhaus und Friedhofskapelle St-Michel; um 1500 erbaut | Place du 19-Juin-1940 (Lage) | PA00085735    | Inscrit      | 1934  |                |
| Untertor    | Stadttor, zweite Hälfte des 13. Jahrhunderts            | Grand Rue (Lage)             | PA00085736    | Inscrit      | 1934  | weitere Bilder |

## Liste der Objekte
| Bezeichnung                                                         | Beschreibung                                                                       | Standort                                 | Kennzeichnung | Schutzstatus | Datum | Bild |
| ------------------------------------------------------------------- | ---------------------------------------------------------------------------------- | ---------------------------------------- | ------------- | ------------ | ----- | ---- |
| Prozessionsfahne (1)                                                | Stoff, bemalt, um 1800                                                             | in der Kirche St-Martin (Lage)           | PM68001211    | Inscrit      | 1984  |      |
| Drei Skulpturen: Petrus, Paulus und Heiliger Martin                 | Holz, farbig gefasst und vergoldet, um 1700                                        | in der Kirche St-Martin (Lage)           | PM68000505    | Classé       | 1983  |      |
| Kreuzigungsgruppe                                                   | Holz, farbig gefasst und vergoldet, 18. Jahrhundert                                | in der Kapelle Ste-Croix (Lage)          | PM68000513    | Classé       | 1983  |      |
| Zwei Leuchter                                                       | Holz, 18. Jahrhundert                                                              | in der Kirche St-Martin (Lage)           | PM68000503    | Classé       | 1983  |      |
| Drei Skulpturen: Madonna mit Kind, Heilige Anna und Heilige Barbara | Holz, farbig gefasst und vergoldet, um 1700                                        | in der Kirche St-Martin (Lage)           | PM68000506    | Classé       | 1983  |      |
| Votivbild Blitzschlag während der Beichte                           | Ölfarbe auf Leinwand, 1807; 1991 gestohlen                                         | in der Kapelle Ste-Croix (Lage)          | PM68000510    | Classé       | 1983  |      |
| Kruzifix (1)                                                        | Holz, farbig gefasst und vergoldet, um 1800                                        | in der Kirche St-Martin (Lage)           | PM68001208    | Inscrit      | 1984  |      |
| Votivbild Erscheinung des Kreuzes                                   | Ölfarbe auf Leinwand, 1788; 1991 gestohlen                                         | in der Kapelle Ste-Croix (Lage)          | PM68000507    | Classé       | 1983  |      |
| Votivbild Anbetung des Kreuzes (1)                                  | Ölfarbe auf Leinwand, 18. Jahrhundert; 1991 gestohlen                              | in der Kapelle Ste-Croix (Lage)          | PM68000509    | Classé       | 1983  |      |
| Votivbild Anbetung des Kreuzes (2)                                  | Ölfarbe auf Leinwand, 1751; 1991 gestohlen                                         | in der Kapelle Ste-Croix (Lage)          | PM68000511    | Classé       | 1983  |      |
| Votivbild Anbetung des Kreuzes (3)                                  | Ölfarbe auf Leinwand, 1767; 1991 gestohlen                                         | in der Kapelle Ste-Croix (Lage)          | PM68000512    | Classé       | 1983  |      |
| Skulptur Auferstandener Christus                                    | Holz, farbig gefasst und vergoldet, 18. Jahrhundert                                | in der Kirche St-Martin (Lage)           | PM68000422    | Classé       | 1983  |      |
| Kruzifix (2)                                                        | Holz, um 1500                                                                      | in der Kirche St-Martin (Lage)           | PM68000502    | Classé       | 1983  |      |
| Skulptur Madonna mit Kind                                           | Holz, um 1700                                                                      | in der Kirche St-Martin (Lage)           | PM68000504    | Classé       | 1983  |      |
| Kruzifix (3)                                                        | Holz, farbig gefasst und vergoldet, um 1800                                        | in der Kirche St-Martin (Lage)           | PM68001209    | Inscrit      | 1984  |      |
| Mater-Dolorosa-Altar                                                | Altartisch, Retabel und Pietà; Holz, farbig gefasst und vergoldet, 18. Jahrhundert | in der Kapelle Ste-Croix (Lage)          | PM68001212    | Inscrit      | 1985  |      |
| Votivbild Anbetung des Kreuzes (4)                                  | Ölfarbe auf Leinwand, 1746; 1991 gestohlen                                         | in der Kapelle Ste-Croix (Lage)          | PM68000508    | Classé       | 1983  |      |
| Prozessionsfahne (2)                                                | Stoff, bemalt, 19. Jahrhundert                                                     | in der Kirche St-Martin (Lage)           | PM68001210    | Inscrit      | 1984  |      |
| Gemälde Auferstehung der Toten                                      | Ölfarbe auf Leinwand, 17. oder 18. Jahrhundert                                     | in der Friedhofskapelle St-Michel (Lage) | PM68001245    | Inscrit      | 1997  |      |